# Hawuc Tarr
Hawuc Tarr – klasztor w Armenii, położony w marzie Kotajk, kilka kilometrów od kompleksu Garni. Datowany na XI - XIII wiek. Obecnie w stanie ruiny.